# Sulislav (hradiště)
Sulislav je pravěké hradiště u stejnojmenné obce v okrese Tachov. Nachází se na ostrožně nad Sulislavským potokem 2,3 kilometry západně od Sulislavi a necelý jeden kilometr východně od Svinné. Osídleno bylo v eneolitu.
Lokalitu objevili Jaroslav Bašta a Dara Baštová v roce 1988. Tvoří ji sídliště s rozlohou 500 m² převýšené o patnáct až dvacet metrů nad potoční nivu. Nachází se na ostrožně oddělené od okolí sedlem, nad kterým vede příkop a nevýrazný val. Z vývratů a jedné archeologické sondy, která odkryla šedesát centimetrů mocnou kulturní vrstvu, archeologové získali soubor nálezů tvořený keramikou chamské kultury, mazanicí, přesleny, brousky drtidly, pazourkovými a jinými nástroji.